# Mars 1854

## Événements
- France : le ministre des finances Jean Bineau lance un grand emprunt de 250 millions de francs. Il remporte un vif succès : 99 224 souscripteurs offrent en tout 468 millions.
- En France, formation de l'armée d'Orient ; le général Bosquet reçoit le commandement d'une division.

- 11 mars, France : le maréchal Vaillant devient ministre de la Guerre.

- 13 mars : sur le conseil de la Compagnie anglaise des Indes orientales, lord Dalhousie fait occuper Jhansi (Bengale), qui connaît une crise politique ouverte à l’occasion de la montée sur le trône du nouveau roi, Anando Rao, âgé de cinq ans.

- 20 mars, Belgique : mise en service de la section d'Ypres à Poperinge de sa ligne de Courtrai à Poperinge par la Société des chemins de fer de la Flandre-Occidentale[1].

- 24 mars : abolition de l'esclavage au Venezuela.

- 27 mars :
  - Le Royaume-Uni et la France déclarent la guerre à la Russie, pour soutenir l'Empire ottoman. Guerre de Crimée.
  - Assassinat du duc de Parme Ferdinand-Charles III à la suite de sa violente répression anti-libérale.

- 30 mars : vote de la loi qui définit la déportation des condamnés aux travaux forcés hors de France, et qui instituait en outre le doublage.

- 31 mars : traité de Kanagawa, par lequel Perry obtient l'ouverture de ports japonais aux navires américains (Shimoda et Hakodate).

## Naissances
- 12 mars : Émile Reinaud, avocat, homme politique et écrivain français.